# Ultimate Hero
Ultimate Hero (Zhōngjí yìnghàn;  终极硬汉), è un film del 2016 diretto da Cui Lei e Dragon Chen, quest'ultimo anche protagonista della pellicola.
Il film è stato distribuito nelle sale cinesi il 19 agosto 2016.

## Trama
Ambientato in Africa, il film segue le vicende di Han Feng, ex membro delle forze speciali in pensione, che cerca di impedire a un gruppo di contrabbandieri d'armi di mettere le mani su una rarissima pietra minerale di nuova energia.

## Incassi
Il film ha incassato 4,5 milioni yuan al botteghino cinese.